# Lophiodes gracilimanus
Lophiodes gracilimanus är en fiskart som först beskrevs av Alcock, 1899.  Lophiodes gracilimanus ingår i släktet Lophiodes och familjen marulksfiskar. Inga underarter finns listade i Catalogue of Life.